# Taktické skupiny během SNP

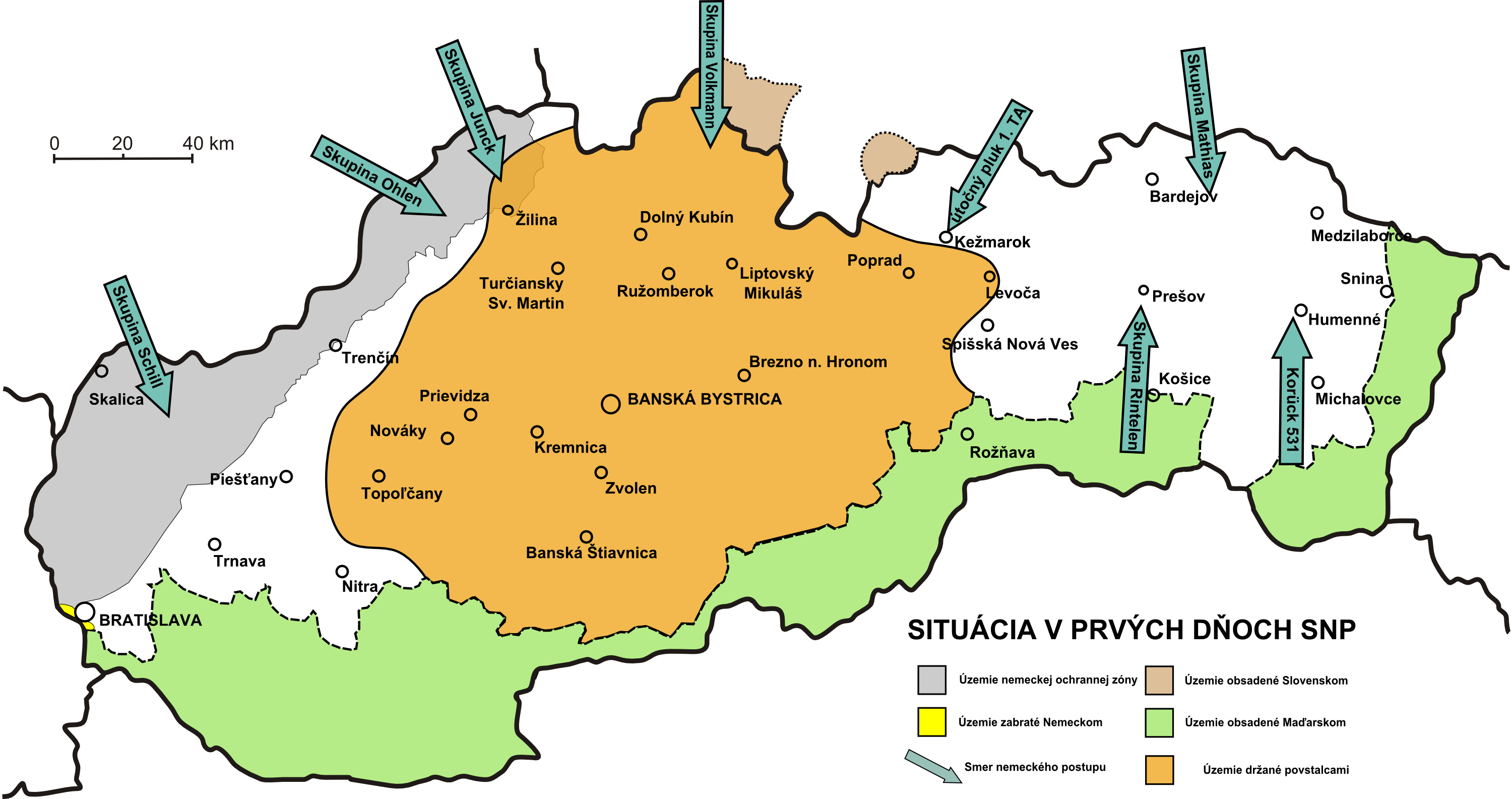
Mapa povstaleckého území

Taktické skupiny během Slovenského národního povstání byly takticko-operační uskupení vojsk 1. československé armády na Slovensku. Vznikly reorganizací povstaleckého vojska 10. září 1944. Bylo jich šest.

## 1. taktická skupina
- Krycí jméno: "Kriváň".

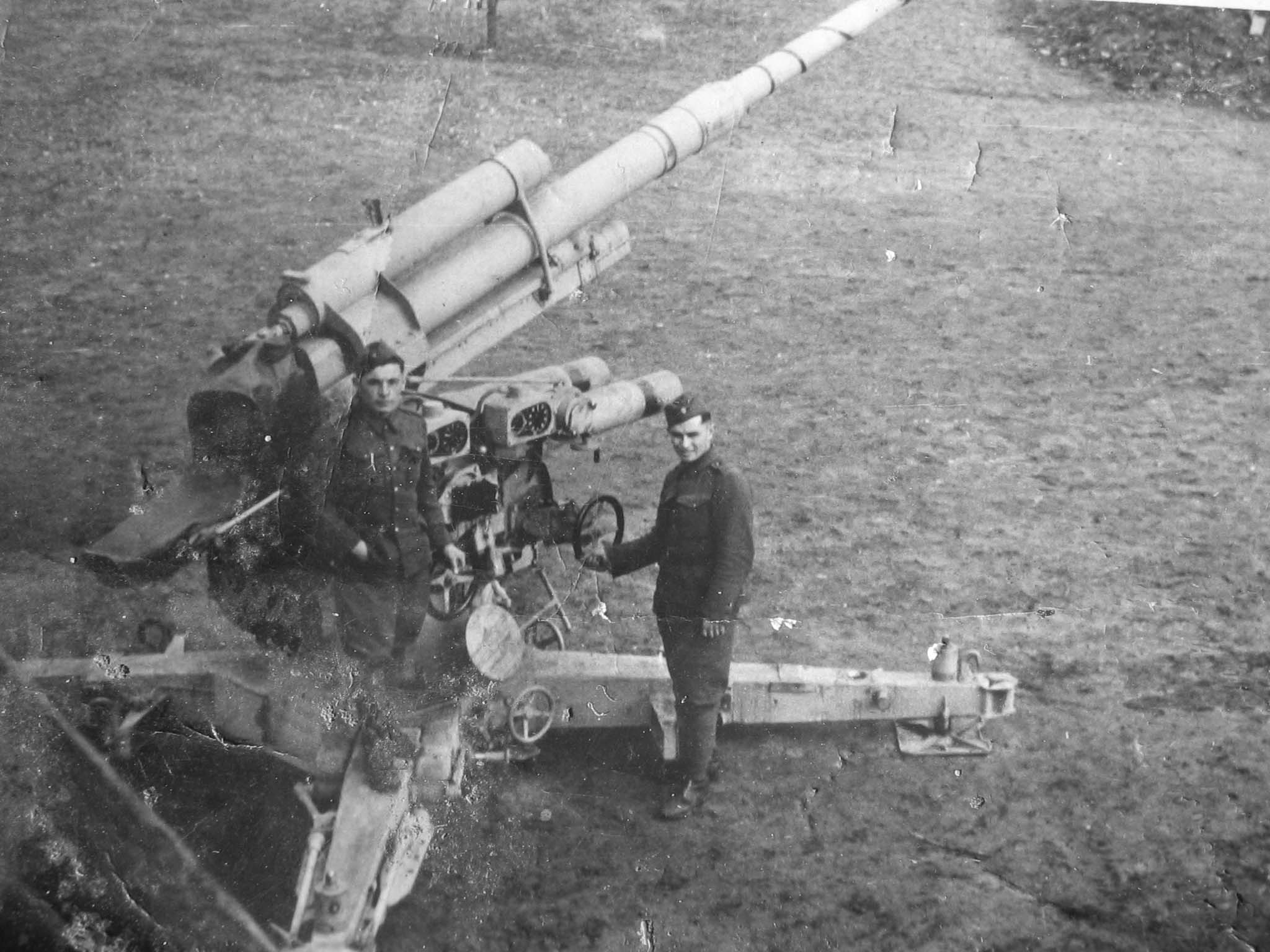
Německý 88mm kanón Flak v rukou povstalců

- Sídlo jejího velitelství bylo v Banské Bystrici a později v Harmanci, jejím velitelem byl podplukovník Jozef Tlach.
- Bránila přístupy do centra povstání z Turca a Liptova, Horehroní a Zvolena.
- Tvořily ji: 1. až 6. prapor 1. pěšího pluku, 1. samostatná rota, 1. dělostřelecká skupina: 21., 22., 31. a 41. baterie, kombinovaná telefonní rota.
- Velikost: přibližně 4000 mužů.

## 2. taktická skupina
- Krycí jméno: "Fatra".
- Sídlo jejího velitelství bylo v Brezně, velitelem byl plukovník Michal Širica.
- Zajišťovala obranu směrů: Kráľova Lehota – Čertovica – Brezno – Hranovnica – Telgárt a Kokava nad Rimavicou – Klenovec – Tisovec – Revúca – údolí Hronu.
- Tvořily ji: 11. až 18. prapor 2. pěšího pluku, 2. štábní rota, ženijní rota, kombinovaná telefonní rota, vozatajská skupina, automobilová skupina, náhradní pěší prapor, 1., 2. a 4. dělostřelecká baterie.
- Velikost: přibližně 16 000 mužů.

## 3. taktická skupina
- Krycí jméno: "Gerlach".
- Sídlo jejího velitelství bylo ve Zvolenu, velitelem byl plukovník Pavol Kuna, od 23. října 1944 plukovník Mikuláš Markus.
- Zajišťovala obranu směrů: Lučenec – Vígľaš – Zvolen, v prostorách Mýtna – Podkriváň – Detva – Kozárovce – Žarnovica – Zvolen, dále Hronský Beňadik – Nová Baňa – Žarnovica – Banská Štiavnica – Zvolen, Dolní Hámre – Žarnovica – Banská Štiavnica – Zvolen a také Pukanec – Počúvadlo – Prenčov – Banská Štiavnica – Krupina – Zvolen. Bránila také směry Devičie – Bzovík – Polom, Plášťovce – Zvolen, prostor Mackov vršek – Sklabiná – Modrý kámen – Dolní Strehová – Turie Pole.
- Tvořily ji: 21. až 28. prapor 3. pěšího pluku, ženijní rota, kombinovaná telefonní rota, záložní, 1. a 3. dělostřelecká baterie, samostatná baterie.
- Velikost: přibližně 10 000 mužů.

## 4. taktická skupina
- Krycí jméno: "Muráň".

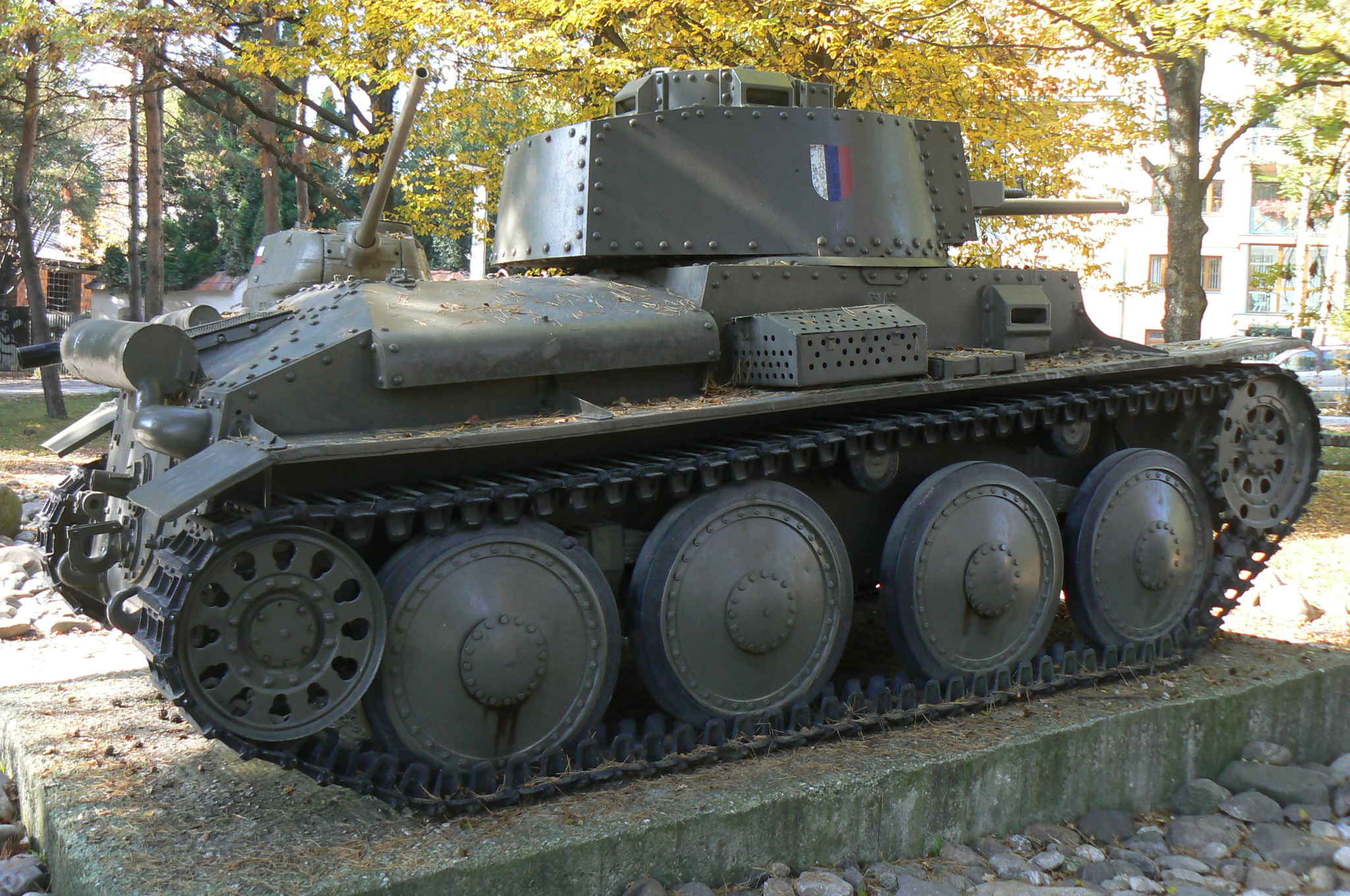
Povstalecký tank LT vz. 38

- Sídlo jejího velitelství bylo v Prievidzi, Ráztočne, Handlové, Kremnici a Tajově, velitelem byl podplukovník Ján Malár, od 14. září 1944 plukovník Mikuláš Markus a nakonec od 24. října plukovník Pavol Kuna.
- Zajišťovala obranu ve směru Topoľčany – Zemianske Kostoľany – Prievidza – Ráztočno – Sklené a také Ilava – Zliechov – Zemianske Kostoľany. Také prostor Malé Bielice – Velké Bielice – Zemianske Kostoľany – Nováky – Prievidza – Kľačno – Nitrianske Pravno.
- Tvořily ji: 31. až 34. prapor 4. pěšího pluku, četa tanků, rota protitankových kanónů, rota leteckého personálu, četa protiletadlových děl a minometná četa.
- Velikost: přibližně 5000 mužů.

## 5. taktická skupina
- Krycí jméno: "Ďumbier".
- Sídlo jejího velitelství bylo v Dražkovcích, Turčianském Peteru a Slovenské Lupči, velitelem byl podplukovník Emil Perko.
- Zajišťovala obranu v prostoru Kraľovany – Martin – Príbovce – Diviaky s cílem udržet Turiec a přístup do Liptov ze západu.
- Tvořily ji: výcviková a opevňovací skupina, od 23. září 5. záložní pěší prapor, kombinovaná telefonní rota, štábní automobilová skupina, zbrojní a zásobovací parky.
- Velikost: přibližně 4000 mužů.

## 6. taktická skupina
- Krycí jméno: "Zobor".
- Sídlo jejího velitelství bylo v Liptovské Osade, velitelem byl podplukovník J. Černek.
- Bránila úsek obrany ve směru Bílý Potok – Liptovská Lúžna – Liptovské Revúce – Velký Šturec.
- Tvořily ji: 51., 52. a 54. prapor. Prapory byly utvořeny většinou z ustupujících nebo mobilizovaných sil a 53. praporu letců Mokraď. Dále ženijní rota, telegrafní rota, vozatajská skupina, automobilová skupina, 1. a 2. dělostřelecká baterie, protiletadlová baterie.
- Velikost: přibližně 6500 mužů.